# كريس سينغلتون
كريس سينغلتون (بالإنجليزية: Chris Singleton)‏ هو لاعب كرة قدم أمريكية أمريكي، ولد في 20 فبراير 1967 في أوماها في الولايات المتحدة.

## وصلات خارجية
- كريس سينغلتون على موقع مرجع كرة القدم المحترفة.كوم (الإنجليزية)